# ATP Challenger Burnie
Das ATP Challenger Burnie (offizieller Name: HCI Burnie International) war ein zwischen 2003 und 2024 stattfindendes Tennisturnier in Burnie, Australien. Es war Teil der ATP Challenger Tour und wurde im Freien auf Hartplatz ausgetragen. Im Jahr 2008 und 2016 war das Turnier nicht in der Reihe der Challenger-Turniere, wurde jedoch bereits jeweils ein Jahr später wieder in die Tour aufgenommen. Ebenso fehlte es in den Jahren 2021 und 2022 im Kalender.

## Liste der Sieger

### Einzel
| Jahr                         | Sieger                  | Finalgegner       | Ergebnis          |
| ---------------------------- | ----------------------- | ----------------- | ----------------- |
| 2024 (2)                     | Adam Walton             | Dane Sweeny       | 6:2, 7:64         |
| 2024 (1)                     | Omar Jasika (2)         | Alex Bolt         | 6:2, 6:72, 6:3    |
| 2023                         | Rinky Hijikata          | James Duckworth   | 6:3, 6:3          |
| 2021–2022: nicht ausgetragen |                         |                   |                   |
| 2020                         | Taro Daniel             | Yannick Hanfmann  | 6:2, 6:2          |
| 2019                         | Steven Diez             | Maverick Banes    | 7:5, 6:1          |
| 2018                         | Stéphane Robert         | Daniel Altmaier   | 6:1, 6:2          |
| 2017                         | Omar Jasika (1)         | Blake Mott        | 6:2, 6:2          |
| 2016                         | nicht ausgetragen       | nicht ausgetragen | nicht ausgetragen |
| 2015                         | Chung Hyeon             | Alex Bolt         | 6:2, 7:5          |
| 2014                         | Matt Reid               | Hiroki Moriya     | 6:3, 6:2          |
| 2013                         | John Millman            | Stéphane Robert   | 6:2, 4:6, 6:0     |
| 2012                         | Danai Udomchoke         | Sam Groth         | 7:65, 6:3         |
| 2011                         | Flavio Cipolla          | Chris Guccione    | kampflos          |
| 2010                         | Bernard Tomic           | Greg Jones        | 6:4, 6:2          |
| 2009                         | Brydan Klein            | Grega Žemlja      | 6:3, 6:3          |
| 2008                         | nicht ausgetragen       | nicht ausgetragen | nicht ausgetragen |
| 2007 (2)                     | Alun Jones              | Rameez Junaid     | 6:0, 6:1          |
| 2007 (1)                     | Nathan Healey           | Greg Jones        | 7:5, 6:4          |
| 2006                         | Konstantinos Economidis | Alun Jones        | 6:4, 6:2          |
| 2005                         | Chris Guccione          | Gōichi Motomura   | 6:3, 7:5          |
| 2004                         | Lu Yen-hsun             | Robert Lindstedt  | 6:3, 6:0          |
| 2003                         | Satoshi Iwabuchi        | Paul Baccanello   | 6:2, 6:3          |

### Doppel
| Jahr                         | Sieger                               | Finalgegner                      | Ergebnis           |
| ---------------------------- | ------------------------------------ | -------------------------------- | ------------------ |
| 2024 (2)                     | Benjamin Lock Yūta Shimizu           | Blake Bayldon Kody Pearson       | 6:4, 7:64          |
| 2024 (1)                     | Alex Bolt Luke Saville               | Tristan Schoolkate Adam Walton   | 5:7, 6:3, [12:10]  |
| 2023                         | Marc Polmans Max Purcell             | Luke Saville Tristan Schoolkate  | 7:64, 6:4          |
| 2021–2022: nicht ausgetragen |                                      |                                  |                    |
| 2020                         | Harri Heliövaara Sem Verbeek         | Luca Margaroli Andrea Vavassori  | 7:65, 7:64         |
| 2019                         | Lloyd Harris Dudi Sela               | Mirza Bašić Tomislav Brkić       | 6:3, 6:73, [10:8]  |
| 2018                         | Gerard Granollers Marcel Granollers  | Evan King Max Schnur             | 7:68, 6:2          |
| 2017                         | Brydan Klein Dane Propoggia          | Steven De Waard Luke Saville     | 6:3, 6:4           |
| 2016                         | nicht ausgetragen                    | nicht ausgetragen                | nicht ausgetragen  |
| 2015                         | Carsten Ball Matt Reid (2)           | Radu Albot Matthew Ebden         | 7:5, 6:4           |
| 2014                         | Matt Reid (1) John-Patrick Smith (3) | Toshihide Matsui Danai Udomchoke | 6:4, 6:2           |
| 2013                         | Ruan Roelofse John-Patrick Smith (2) | Brydan Klein Dane Propoggia      | 6:2, 6:2           |
| 2012                         | John Peers John-Patrick Smith (1)    | Divij Sharan Vishnu Vardhan      | 6:2, 6:4           |
| 2011                         | Philip Bester Peter Polansky         | Marinko Matosevic Jose Statham   | 6:3, 4:6, [14:12]  |
| 2010                         | Matthew Ebden Sam Groth (2)          | James Lemke Dane Propoggia       | 6:78, 7:64, [10:8] |
| 2009                         | Miles Armstrong Sadik Kadir          | Peter Luczak Robert Smeets       | 6:3, 3:6, [10:7]   |
| 2008                         | nicht ausgetragen                    | nicht ausgetragen                | nicht ausgetragen  |
| 2007 (2)                     | Sam Groth (1) Joseph Sirianni        | Nima Roshan Jose Statham         | 6:3, 1:6, [10:4]   |
| 2007 (1)                     | Nathan Healey Robert Smeets          | Rameez Junaid Joseph Sirianni    | 7:67, 6:4          |
| 2006                         | Luke Bourgeois (2) Lu Yen-hsun (2)   | Raphael Durek Alun Jones         | 6:3, 6:2           |
| 2005                         | Luke Bourgeois (1) Chris Guccione    | Alexander Hartman Scott Lipsky   | 6:4, 6:3           |
| 2004                         | Rik De Voest Lu Yen-hsun (1)         | Leonardo Azzaro Oliver Marach    | 6:3, 1:6, 7:5      |
| 2003                         | Federico Browne Rogier Wassen        | Raphael Durek Alun Jones         | 1:6, 6:3, 6:2      |